# 송기헌
송기헌(宋基憲, 1963년 10월 2일~)은 대한민국의 정치인이며, 제20·21·22대 국회의원이다.

## 학력
- 1970~1976 단계국민학교 졸업
- 1976~1979 원주대성중학교 졸업
- 1979~1982 원주고등학교 졸업
- 1982~1986 서울대학교 법과대학 법학 학사

## 경력
- 제28회 사법시험 합격
- 제18기 사법연수원 수료
- 서울중앙지방검찰청 검사
- 인천지방검찰청 검사
- 부산지방검찰청 검사
- 법무법인 충정 변호사
- 법무법인 치악종합법률사무소 변호사
- 송기헌 법률사무소 변호사
- 열린우리당 강원도당 원주시 당원협의회 위원장
- 민주당 정책위원회 부의장
- 민주통합당 강원도당 원주시 을 지역위원회 위원장
- 민주당 강원도당 원주시 을 지역위원회 위원장
- 새정치민주연합 강원도당 원주시 을 지역위원회 위원장
- 새정치민주연합 법률위원회 부위원장
- 더불어민주당 강원특별자치도당 원주시 을 지역위원회 위원장
- 강원도바둑협회 회장
- 한국스카우트연맹 감사
- 원주시 사회복지협의회 대의원
- 원주시 축구협회 부회장
- 강원전통예술인협회 고문
- 강원감영문화제위원회 고문
- 강원도민대합창 부이사장
- 대한민국 재향군인회 법률구조 자문변호사
- 원주시 농아인협회 자문위원
- 사회복지법인 밥상공동체복지재단 법인이사
- 2016년 4월 13일: 대한민국 제20대 국회의원 선거 당선(강원 원주시 을, 더불어민주당, 초선)
- 2016년 5월~: 국제장애인문화교류협회 자문위원
- 2016년 5월~2017년 5월: 더불어민주당 원내부대표(법률)
- 2016년 6월~: 더불어민주당 을지로위원회 위원
- 2016년 6월~2020년 6월: 국회스카우트의원연맹 이사
- 2016년 11월~2016년 12월: 더불어민주당 탄핵추진실무준비단 위원
- 2017년 4월~2017년 5월: 제19대 대통령 선거 더불어민주당 문재인 대통령 후보 선거대책위원회 법률특보단장, 공명선거본부 부본부장
- 2017년 4월~2017년 5월: 제19대 대통령 선거 더불어민주당 문재인 대통령 후보 강원도당 선거대책위원회 상임공동선대위원장
- 2017년 5월~2020년 8월: 더불어민주당 법률위원장
- 2017년 8월~2018년 8월: 더불어민주당 적폐청산위원회 위원
- 2017년 8월~2018년 6월: 더불어민주당 지방선거기획단 위원
- 2019년 6월~: 한국 4-H본부 자문위원
- 2020년 4월 15일: 대한민국 제21대 국회의원 선거 당선(강원 원주시 을, 더불어민주당, 재선)
- 2020년 5월~: 더불어민주당 법률지원특별위원회 위원장
- 2020년 9월~2021년 5월: 더불어민주당 정책위원회 선임부의장
- 2020년 11월~2023년 5월: 더불어민주당 중앙위원회 부의장
- 2020년 12월~2022년 12월: 더불어민주당 당무감사원장
- 2021년 12월~2022년 9월: 더불어민주당 정책위원회 수석부의장
- 2023년 5월~2023년 9월: 더불어민주당 원내운영수석부대표
- 2023년 9월~2023년 9월: 더불어민주당 원내대표 직무대행
- 2024년 4월 10일: 대한민국 제22대 국회의원 선거 당선(강원 원주시 을, 더불어민주당, 3선)
- 2024년 10월~: 더불어민주당 이재명 대표 사회특보단장
- 2025년 2월~: 더불어민주당 종교특별위원회 공동위원장

## 의정 활동
- 2016년 5월 30일~2020년 5월 29일: 제20대 국회의원(강원 원주시 을, 더불어민주당, 초선)
  - 2016년 6월~2017년 7월: 제20대 국회 전반기 산업통상자원위원회 위원
  - 2016년 6월~2017년 2월: 제20대 국회 전반기 운영위원회 위원
  - 2016년 7월~2018년 2월: 제20대 국회 평창동계올림픽 및 국제경기대회지원 특별위원회 간사
  - 2017년 5월~2018년 5월: 제20대 국회 전반기 예산결산특별위원회 위원
  - 2017년 6월~2017년 7월: 제20대 국회 대법관(박정화·조재연) 임명동의에 관한 인사청문특별위원회 위원
  - 2017년 7월~2018년 5월: 제20대 국회 전반기 산업통상자원중소벤처기업위원회 위원
  - 2017년 12월~2017년 12월: 제20대 국회 대법관(민유숙·안철상) 임명동의에 관한 인사청문특별위원회 위원
  - 2018년 7월~2020년 5월: 제20대 국회 후반기 법제사법위원회 간사
  - 2018년 7월~2020년 5월: 제20대 국회 후반기 여성가족위원회 위원
  - 2018년 7월~2019년 5월: 제20대 국회 후반기 예산결산특별위원회 위원
  - 2018년 10월~2019년 8월: 제20대 국회 사법개혁특별위원회 위원
  - 2019년 7월~2019년 8월: 제20대 국회 후반기 예산결산특별위원회 위원
- 2020년 5월 30일~2024년 5월 29일: 제21대 국회의원(강원 원주시 을, 더불어민주당, 재선)
  - 2020년 6월~2021년 9월: 제21대 국회 전반기 법제사법위원회 위원
  - 2020년 7월~2024년 5월: 국회수소경제포럼 구성의원
  - 2021년 4월~2021년 4월: 제21대 국회 대법관(천대엽) 임명동의에 관한 인사청문특별위원회 간사
  - 2021년 9월~2021년 9월: 제21대 국회 전반기 교육위원회 위원
  - 2021년 9월~2022년 5월: 제21대 국회 전반기 법제사법위원회 위원
  - 2021년 11월~2022년 4월: 제21대 국회 언론미디어제도개선 특별위원회 위원
  - 2022년 7월~2023년 6월: 제21대 국회 후반기 산업통상자원중소벤처기업위원회 위원
  - 2022년 7월~2023년 5월: 제21대 국회 후반기 예산결산특별위원회 위원
  - 2022년 7월~2023년 5월: 제21대 국회 형사사법체계개선 특별위원회 간사
  - 2023년 5월~2023년 10월: 제21대 국회 후반기 국회운영위원회 간사
  - 2023년 5월~2024년 5월: 제21대 국회 후반기 윤리특별위원회 간사
  - 2023년 6월~2023년 8월: 제21대 국회 후반기 과학기술정보방송통신위원회 위원
  - 2023년 8월~2023년 8월: 제21대 국회 후반기 교육위원회 위원
  - 2023년 8월~2023년 10월: 제21대 국회 후반기 과학기술정보방송통신위원회 위원
  - 2023년 10월~2024년 5월: 제21대 국회 후반기 법제사법위원회 위원
  - 2023년 10월~2023년 11월: 제21대 국회 헌법재판소장(이종석) 임명동의에 관한 인사청문 특별위원회 간사
- 2024년 5월 30일~: 제22대 국회의원(강원 원주시 을, 더불어민주당, 3선)
  - 2024년 6월~: 제22대 국회 전반기 국토교통위원회 위원
  - 2024년 6월~2024년 6월: 제22대 국회 전반기 예산결산특별위원회 위원
  - 2025년 6월~: 제22대 국회 전반기 예산결산특별위원회 위원

## 역대 선거 결과
|  | 46.22% |

|  | 44.27% |

|  | 53.88% |

|  | 54.08% |

## 소속 정당
| 소속 정당 | 소속 정당      | 소속 기간 | 비고      |
| --------- | -------------- | --------- | --------- |
|           | 열린우리당     | 2004~2007 | 정계 입문 |
|           | 무소속         | 2007      | 탈당      |
|           | 대통합민주신당 | 2007~2008 | 창당      |
|           | 통합민주당     | 2008      | 합당      |
|           | 민주당         | 2008~2011 | 당명 변경 |
|           | 민주통합당     | 2011~2013 | 합당      |
|           | 민주당         | 2013~2014 | 당명 변경 |
|           | 새정치민주연합 | 2014~2015 | 합당      |
|           | 더불어민주당   | 2015~현재 | 당명 변경 |

## 같이 보기
- 원주시 을
- 원주시의 국회의원